# Rilaklosteret
Rilaklosteret (bulgarsk: Рилски манастир, tr. Rilski manastir) er det største ortodokse kloster i Bulgarien. Klosteret ligger i de nordvestlige Rilabjerge, 117 km syd for hovedstaden Sofia på et plateau 1.147 m.o.h.
Rilaklosteret blev grundlagt i 900-tallet af Ivan Rilski, en eneboer, der blev kanoniseret af den den ortodokse kirke. Hans asketiske bolig og grav blev et helligt sted, og det blev forvandlet til et stort kompleks, som spillede en vigtig rolle i det spirituelle og sociale liv i middelalderens Bulgarien.
Klosteret blev ødelagt af en brand i begyndelsen af 1800-tallet, men blev genopbygget mellem 1834 og 1862. Klosteret er et karakteristisk eksempel på den bulgarske renæssance og symboliserer en øget bevidsthed om den slaviske kulturelle identitet efter århundreders osmannisk okkupation.
Klosteret blev indskrevet i på UNESCOs Verdensarvsliste 1983.